# بیدل شیرازی
سید میرزا محمدرحیم بیدل شیرازی (نیز: حاجی میرزا رحیم)، شاعر و طبیب دوران قاجار بود. وی در طبابت با نام حکیم باشی شناخته می‌شد. در شعرهایش با نام بیدل تخلص می‌کرد. وی همچنین دارای لقب فخرالدوله بود.
او طبیب و ندیم خاص فتحعلی شاه و محمدشاه قاجار، فخر جهان خانم (فخرالدوله) -دختر فتحعلی شاه-، شجاع‌السلطنه، و فریدون میرزا فرمانفرما بود .
حاجی میرزا رحیم، حکمت و طب را نزد میرزا حسنعلی طبیب آموخت. اجداد بیدل از اطباء دربار صفویه بودند و در زمان کریمخان زند نیز در دربار به طبابت می‌پرداختند. وی سپس از شیراز به تهران رفت و به معالجه بیماران پرداخت. بعدها، طبیب مخصوص فخرالدوله دختر فتحعلی شاه گردید. از این لحاظ او را حکیم باشی فخرالدوله نامیدند. در مدت غیبت میرزا عبدالوهاب معتمدالدوله منشی الممالک، تحریر رسائل و فرامین دولتی را برعهده گرفت. در سال ۱۲۴۵ به شیراز بازگشت.
میرزا رحیم بیدل، خوشنویسی هم می‌کرد و خط را هم زیبا می‌نوشت. در سال ۱۲۵۸ قمری، هنگام بازگشت از حج بیمار شد و در قم درگذشت و در همانجا مدفون شد. چند تک بیت از اشعار بیدل:
| اگر مهرش به دل داری به قدر ذره‌ای بیدل |  | مترس از آتش دوزخ اگر گبری اگر ترسا  |
| از حسن روزافزون او وز عشق جانفرسای تو |  | بیدل توانی یافتن زآغاز کار انجام را |
| بیدل اگر عاشقی کو اثر ناله ات باشد    |  | اثرها بسی نالهٔ مستانه را            |
| چه گناه کرد بیدل که به قصد کشتن او    |  | بگشاده‌ای تو بازو و ببسته‌ای میان را  |